# TT131
TT131 (Theban Tomb 131) è la sigla che identifica una delle Tombe dei Nobili ubicate nell’area della cosiddetta Necropoli Tebana, sulla sponda occidentale del Nilo dinanzi alla città di Luxor, in Egitto. Destinata a sepolture di nobili e funzionari connessi alle case regnanti, specie del Nuovo Regno, l'area venne sfruttata, come necropoli, fin dall'Antico Regno e, successivamente, sino al periodo Saitico (con la XXVI dinastia) e Tolemaico.

## Titolare
TT131 era la tomba di:
| Titolare             | Titolo                                 | Necropoli           | Dinastia/Periodo              | Note                                                                                        |
| -------------------- | -------------------------------------- | ------------------- | ----------------------------- | ------------------------------------------------------------------------------------------- |
| Useramon, detto User | Governatore della Città (Tebe) e Visir | Sheikh Abd el-Qurna | XVIII dinastia (Thutmosi III) | casa di Muhammed Abd er Rasul; abbastanza in basso; a est e sotto la TT61, a sud della TT52 |

## Biografia
Le notizie biografiche relative ad Useramon, detto User, sono ricavabili da un'altra tomba, la TT61, pure a lui intestata; suoi genitori furono Aamtju Ahmose, Visir a sua volta e titolare della tomba TT83, e Tahamethu; Thuyu fu sua moglie e Ahmosi una delle figlie (nei dipinti parietali sono rappresentati più figli, ma solo di costei si ha il nominativo). Useramon era inoltre titolare di un santuario rupestre (n.ro 17, oggi praticamente distrutto) a Gebel el Silsilah. Nonostante gli siano noti sette figlie femmine e cinque figli maschi, nessuno di costoro assumerà la carica di visir alla sua morte, nell'anno 34° di Thutmosi III, che sarà assegnata al nipote Rekhmira, titolare della tomba TT100.

## La tomba
Il titolare di TT131 risulta titolare anche di un'altra tomba, la TT61 ove, però, risulta con il nome di User che, qui, risulta invece come nomignolo. Al contrario di altre tombe dello stesso periodo (XVIII dinastia), a forma di "T" rovesciata, la TT131 si sviluppa, subito dopo l'ingresso da un ampio cortile, in una sala trasversale da cui si accede a una camera rettangolare.
Un'ampia facciata presenta otto nicchie (da "a" ad "h" in planimetria) in cui sono riportati i titoli del defunto. Un breve corridoio, sulle cui pareti (1) sono riportati inni ad Amon e il defunto sotto il cartiglio di Thutmosi III, dà accesso alla sala trasversale sulle cui pareti è rappresentato (2) il defunto in offertorio e scene di accumulo del grano e (3) su tre registri sovrapposti, gioiellieri (?) che mostrano il proprio prodotto al defunto che, in un altro registro, ispeziona il bestiame. Segue (4), su quattro registri sovrapposti, un banchetto funebre con musicisti, offerte al defunto e alla moglie di miele ed altri prodotti e il defunto che ispeziona alcuni prigionieri e tributi provenienti da Wawat. Su uno dei lati corti (5) due donne con mazzi di fiori dinanzi ai genitori del defunto Aamtju Ahmose (TT83) e Tahamethu. Poco oltre (6) il defunto ispeziona liste di tasse mentre alcuni contribuenti sono rappresentati in una sala dinanzi a scribi, segue (7) scena di pagamento delle tasse con contribuenti che recano prodotti, anelli in oro, sacchi di grano, nonché un testo che elenca i doveri del visir. Una scena, alla destra dell'ingresso alla sala trasversale, (8) rappresenta il vecchio visir Aamtju Ahmose, padre del defunto, che svolge il suo incarico di visir in presenza di Thutmosi III, di cortigiani e di un ciambellano, mentre Useramon svolge le mansioni di scriba e riceve l'incarico di coadiutore del padre quale visir. La scena seguente (9) rappresenta il faraone Thutmosi III, in palanchino circondato da portatori di flabello, preceduto da Useramon nelle sue vesti di visir, con ufficiali e soldati di scorta, seguito da una banda composta di trombettieri e tamburini; sono inoltre riportati "insegnamenti" di Aamtju Ahmose. Il rilievo successivo (10), di cui restano solo tracce, rappresenta il defunto a caccia nel deserto; il dipinto successivo su sei registri sovrapposti (11), rappresenta la ricezione dei tributi di delegazioni straniere, tra cui i Keftiw e i siriani accompagnati da donne e bambini, da parte del visir Useramon. Seguono (12) i resti di un testo relativo all'incarico di visir.
Un breve corridoio, sulle cui pareti (13) sono riportati testi di omaggio a Thutmosi III, adduce a una camera rettangolare i cui dipinti sono oggi non interpretabili.

### I tributi stranieri
Una delle scene parietali della camera trasversale (11) è relativa alle cosiddette "processioni egee", o "dei tributi stranieri" o, ancora, "processioni Keftiw". Le processioni dei tributari rappresentavano la consegna di "tributi" da regioni assoggettate all'Egitto o, comunque, in rapporti con il Paese. Si ritiene, tuttavia che gli oggetti presentati dalle delegazioni Keftiw., ovvero secondo la maggior parte degli studiosi i minoici, rappresentate in almeno sei Tombe dei Nobili, non costituissero un "tributo" nel senso letterale del termine, bensì doni da popolazioni non assoggettate, ma in rapporti commerciali o diplomatici paritetici.
Nel caso della TT131, le "processioni tributarie" si sviluppano (11 in planimetria) su sei registri sovrapposti il primo dei quali, in alto, è occupato dai Keftiw che recano vasellame in metallo prezioso e rython teriomorfi.

### Annotazioni
1. ↑  La numerazione dei locali e delle pareti segue quella di Porter e Moss 1927, p. 238.
2. ↑  La prima numerazione delle tombe, dalla numero 1 alla 253, risale al 1913 con l’edizione del "Topographical Catalogue of the Private Tombs of Thebes" di Alan Gardiner e Arthur Weigall. Le tombe erano numerate in ordine di scoperta e non geografico; ugualmente in ordine cronologico di scoperta sono le tombe dalla 253 in poi.
3. ↑  I campi della Duat, ovvero l'aldilà egizio, si trovavano, secondo le credenze, proprio sulla riva occidentale del grande fiume.
4. ↑  Nella sua epoca di utilizzo, l'area era nota come "Quella di fronte al suo Signore" (con riferimento alla riva orientale, dove si trovavano le strutture dei Palazzi di residenza dei re e i templi dei principali dei) o, più semplicemente, "Occidente di Tebe".
5. ↑  le Tombe dei Nobili, benché raggruppate in un'unica area, sono di fatto distribuite su più necropoli distinte.
6. ↑  Le note, sovente di inquadramento topografico della tomba, sono tratte dal "Topographical Catalogue" di Gardiner e Weigall, ed. 1913 e fanno perciò riferimento alla situazione dell'epoca.
7. ↑  Il termine visir viene anacronisticamente utilizzato per indicare, nell'antico Egitto, il più alto funzionario dell'entourage faraonico.
8. ↑  Fino a tempi molto recenti, alcune delle tombe vennero adibite ad abitazioni o a pertinenze di abitazioni, come stalle, cantine, depositi e magazzini. Tale impiego, protrattosi per millenni, come è intuibile, ha ulteriormente favorito il danneggiamento di già precarie rappresentazioni parietali o, in taluni casi, ha addirittura causato la perdita o la demolizione di pareti o colonne, o pilastri. I riferimenti di Gardiner e Weigall ad abitazioni private debbono perciò essere intese in tal senso e fanno riferimento, come è ovvio, agli anni in cui le rilevazioni ebbero luogo considerando che la pubblicazione del "Topographical Catalogue" risale al 1913.
9. ↑  Il termine egizio per indicare i popoli egei, e segnatamente quelli minoici, era Keftiw. Benché non esista unanimità in tale identificazione, tuttavia la grande maggioranza degli studiosi indica il termine Keftiw come individuazione certa del popolo cretese nei contatti con l'Antico Egitto del Bronzo Tardo.
10. ↑  Le cosiddette "processioni egee", o "dei tributi stranieri", o "processioni Keftiw", si ripetono in altre cinque tombe dei nobili oltre la TT131, tutte concentrate nella XVIII dinastia e in un arco temporale di circa 100 anni: TT39, di Puyemra, Secondo Profeta di Amon durante il regno di Thutmosi III; TT71, di Senenmut, architetto durante il regno di Hatshepsut; TT86, di Menkheperreseneb Primo Profeta di Amon sotto Thutmosi III; TT100, di Rekhmira Visir di Thutmosi III e Amenhotep II; TT155, di Intef Grande araldo del re sotto Thutmosi III.
11. ↑  Nella TT39 di Puyemra quattro personaggi vengono designati come "Capi stranieri dell’Asia più lontana" (Panagiotopulos 2006|pp. 370-412)

### Fonti
1. ↑  Gardiner e Weigall 1913.
2. ↑  Donadoni 1999,  p. 115.
3. ↑  Porter e Moss 1927,  p. 245.
4. ↑  Gardiner e Weigall 1913, pp. 28-29.
5. ↑  Porter e Moss 1927,  p. 123.
6. ↑  Porter e Moss 1927,  planimetria a p. 238.
7. ↑  Farina, Le funzioni del Visir faraonico, in "Rendiconti Lincei" XXVI, Accademia dei Lincei, Roma, 1916, cartella B.
8. ↑  Porter e Moss 1927,  pp. 245-247.
9. ↑  Panagiotopulos 2006, pp. 370-412.
10. 1 2  Panagiotopulos 2001, pp. 163-283.
11. ↑  Panagiotopulos 2006.
12. ↑  Peyronel 2008,  pp. 159-185.